# Gregorio Campos

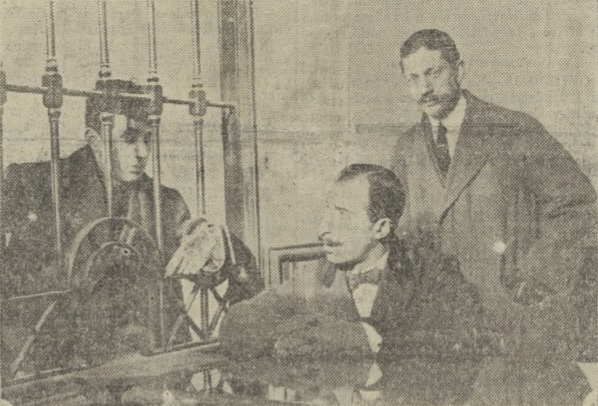
Gregorio Campos (derecha) y Antonio López Ferrándiz, redactores de El Correo Español, conversando con Alfonso Vidal y Planas en la Cárcel Modelo de Madrid (1914).

Gregorio Campos Campo (Madrid, 25 de mayo de 1881-Aranjuez, 28 de diciembre de 1962) fue un periodista español. 
Era hijo de José Campos Notario, de filiación integrista, que fue director del colegio de San Miguel de Madrid, y de Ramona Campo. Estudiante de la Facultad de Arquitectura, Gregorio Campos formó parte de la Juventud escolar carlista madrileña.
Se dedicó al periodismo e ingresó en la redacción del diario carlista El Correo Español. En 1912 dirigía además la página deportiva de los Boy Scouts de la capital de España. Domingo Cirici Ventalló lo citó en 1916 como uno de los periodistas tradicionalistas más notables. Publicó En la ruta (1918), una colección de crónicas. Durante la década de 1920 fue redactor del Diario de la Marina, de La Habana.